# Église Saint-Joseph de Rawlins
 (janvier 2024).
Pour les articles homonymes, voir Église Saint-Joseph.
L'église Saint-Joseph (anglais : St. Joseph's Church) est un édifice religieux catholique situé à Rawlins, aux États-Unis.

## Histoire
Un premier édifice est bâti en 1915. Il est touché le 10 février 1933 par un incendie d'origine inconnue qui détruit pratiquement l'intérieur. Les travaux de restauration sont achevés en septembre 1934 et voient l'installation d'un autel en marbre. Une rénovation majeure est effectuée en 1991.